# العلاقات الدومينيكية المولدوفية
العلاقات الدومينيكية المولدوفية هي العلاقات الثنائية التي تجمع بين دومينيكا ومولدوفا.

## مقارنة بين البلدين
هذه مقارنة عامة ومرجعية للدولتين:
| وجه المقارنة                                              | دومينيكا              | مولدوفا                           |
| --------------------------------------------------------- | --------------------- | --------------------------------- |
| المساحة (كم2)                                             | 751                   | 33.85 ألف                         |
| عدد السكان (نسمة)                                         | 73.92 ألف             | 2.55 مليون                        |
| الكثافة السكانية (ن./كم²)                                 | 9.84 ألف              | 75.33                             |
| العاصمة                                                   | روسو                  | كيشيناو                           |
| اللغة الرسمية                                             | لغة إنجليزية          | اللغة المولدوفية، اللغة الرومانية |
| العملة                                                    | دولار شرق الكاريبي    | ليو مولدوفي                       |
| الناتج المحلي الإجمالي (بليون دولار)                      | 562.54 مليون          | 8.13 مليار                        |
| الناتج المحلي الإجمالي (تعادل القوة الشرائية) بليون دولار | 789.63 مليون          | 17.94 مليار                       |
| الناتج المحلي الإجمالي الاسمي للفرد دولار أمريكي          | 7.12 ألف              | 3.65 ألف                          |
| الناتج المحلي الإجمالي للفرد دولار أمريكي                 | 10.88 ألف             | 4.98 ألف                          |
| مؤشر التنمية البشرية                                      | 0.724                 | 0.693                             |
| رمز المكالمات الدولي                                      | +1767                 | +373                              |
| رمز الإنترنت                                              | .dm                   | .md                               |
| المنطقة الزمنية                                           | 00، توقيت أطلنطي موحد | ت ع م+02:00، ت ع م+03:00          |

## منظمات دولية مشتركة
يشترك البلدان في عضوية مجموعة من المنظمات الدولية، منها:
| علم المنظمة | اسم المنظمة                        | تاريخ انضمام دومينيكا | تاريخ انضمام مولدوفا |
| ----------- | ---------------------------------- | --------------------- | -------------------- |
|             | مؤسسة التنمية الدولية              | 29 سبتمبر 1980        | 14 يونيو 1994        |
|             | يونسكو                             | 9 يناير 1979          | 27 مايو 1992         |
|             | وكالة ضمان الاستثمار متعدد الأطراف | 7 أكتوبر 1991         | 9 يونيو 1993         |
|             | الأمم المتحدة                      | 18 ديسمبر 1978        | 2 مارس 1992          |
|             | الاتحاد البريدي العالمي            | ?                     | ?                    |
|             | البنك الدولي للإنشاء والتعمير      | 29 سبتمبر 1980        | 12 أغسطس 1992        |
|             | الاتحاد الدولي للاتصالات           | 28 أكتوبر 1996        | 20 أكتوبر 1992       |
|             | منظمة حظر الأسلحة الكيميائية       | ?                     | ?                    |
|             | مؤسسة التمويل الدولية              | 29 سبتمبر 1980        | 10 مارس 1995         |
|             | منظمة التجارة العالمية             | ?                     | ?                    |
|             | منظمة الشرطة الجنائية الدولية      | ?                     | ?                    |

## وصلات خارجية
- موقع وزارة الخارجية المولدوفية